# Paraćin
Paraćin (Servisch: Параћин) is een stad in het district Pomoravlje in Centraal-Servië. In 2002 telde de stad 29.000 inwoners.